# Joseph Lawton Collins
Joseph Lawton Collins, né le 1er mai 1896 à La Nouvelle-Orléans et mort le 12 septembre 1987 à Washington, D.C., est un général de l'armée américaine. Il sert durant la Seconde Guerre mondiale, dans le Pacifique et en Europe, puis durant la guerre de Corée.

## Biographie
Diplômé de l'Académie militaire en 1917, il est nommé sous-lieutenant, puis rapidement lieutenant et capitaine.
Colonel en 1941, général de brigade puis major-général en 1942, il est envoyé à Hawaii comme chef d'état-major entre 1941 et 1942, pour réorganiser les défenses à la suite de l'attaque de Pearl Harbor. Rattaché comme général à la 25e division d'infanterie entre 1942 et 1943, il montre sa pugnacité à Oahu et Guadalcanal, où il est surnommé « Jo la Foudre ».

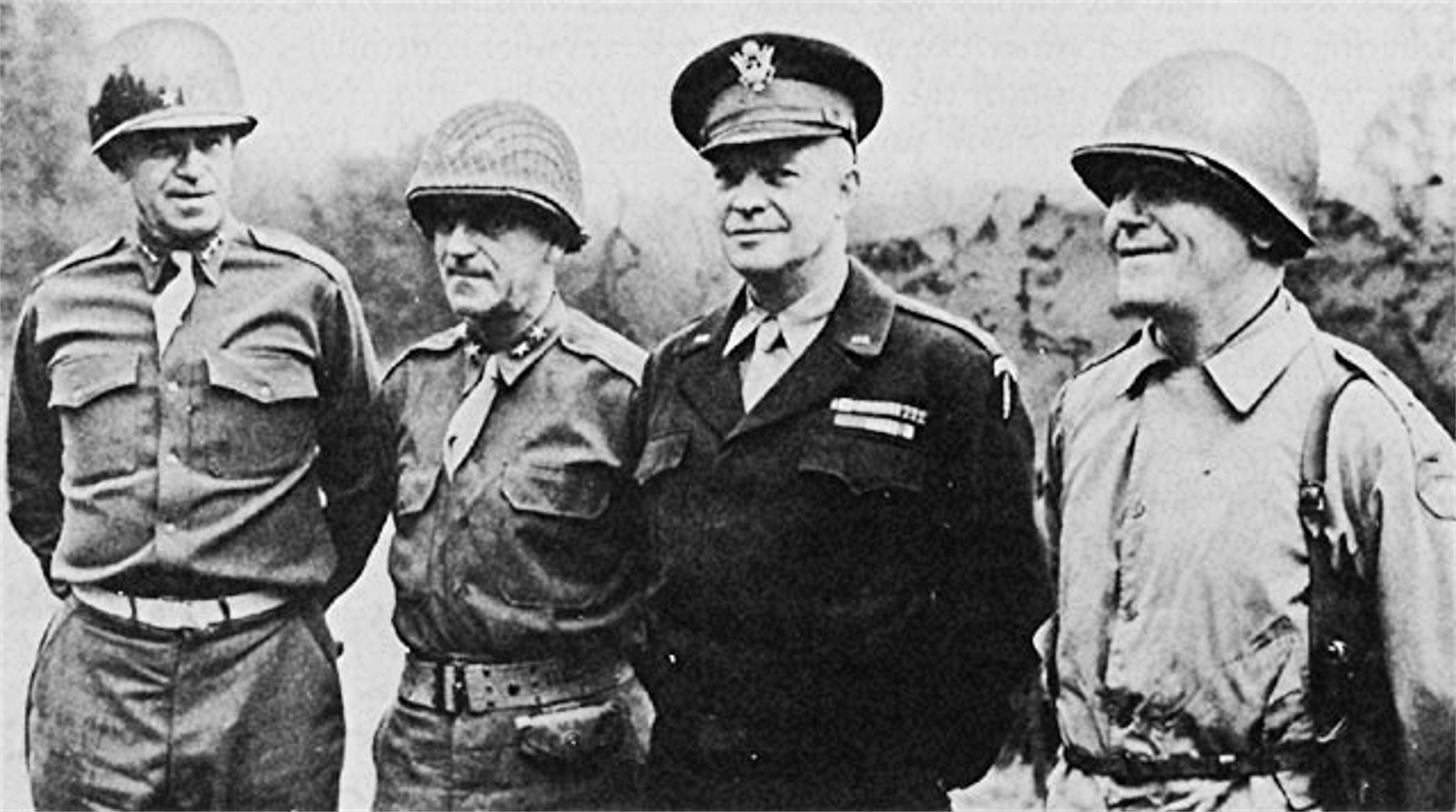
Collins (à droite) aux côtés de Bradley, Gerow et Eisenhower

 Lors du débarquement de Normandie, il commande le VIIe corps d'armée américain qui débarque à Utah Beach et libère Carentan le 12 juin, Barneville-Carteret le 18 juin, Valognes le 20 juin, Cherbourg le 26 juin, Yvetot-Bocage, recevant la reddition de l'amiral Walter Henneckeet du général Karl-Wilhelm von Schlieben, puis Saint-Lô le 19 juillet. Son quartier général est installé au château de Franquetot à Ste-Mère-Église. Il prend ensuite part avec le VIIe corps à l'opération Cobra, qui conduit à la percée d'Avranches, libérant Coutances et Villedieu-les-Poêles, il participe à la Contre-attaque de Mortain a l'offensive notamment a la 2e division SS Das Reich responsables des Massacre de Tulle et de celui du Massacre d'Oradour-sur-Glane par son commandant Adolf Diekmann puis participe aux combats de la poche de Falaise en août qui marquent la fin de la bataille de Normandie.
Il va alors poursuivre le combat sur le front occidental jusqu'à la reddition allemande, à Namur et Liège en septembre 1944, à Aix-la-Chapelle en octobre, à Cologne en mars 1945, enfin à Remagen et dans la poche de la Ruhr. Il est confirmé général de brigade en juin 1945.
Après la guerre, il est chef d'état-major des forces terrestres de l'armée de terre d'août à décembre 1945, puis directeur de l'information de l'armée jusqu'en 1947, date à laquelle il est nommé vice-chef d'état major de l'armée de terre et est promu major-général en 1948. Il accède à la fonction de chef d'état-major de l'armée de terre en 1949 et le demeure jusqu'à la fin de la guerre de Corée, puis devient le premier représentant américain au Comité militaire de l'OTAN entre 1953 et 1954, date à laquelle il est envoyé avec rang d'ambassadeur au Vietnam. En 1955, il retrouve son poste à l'OTAN, et prend sa retraite en mars 1956.
Il est enterré au cimetière national d'Arlington.
Un musée portant son nom le "D-DAY COLLINS MUSEUM" a ouvert ses portes en 2023 dans le château de Franquetot à Ste-Mère-Eglise. Château qui lui a servi de quartier général lors de la bataille de Normandie entre juin et août 1944.
Son frère, James Lawton Collins, était également général de l'armée américaine, son neveu, Michael Collins, était le pilote du module d'Apollo 11.

## Décorations principales
Distinguished Service Medal

Silver Star

Legion of Merit

Bronze Star